# Cálculo algébrico
Cálculo algébrico é a reunião dos processos empregados para efetuar as operações algébricas, ou seja, os processos para transformar uma expressão algébrica em outra equivalente.

## Expressão algébrica
Expressão algébrica, de forma intuitiva, pode ser descrita como a reunião de letras e números, ligados através dos símbolos das seis operações algébricas: soma, subtração, multiplicação, divisão, potenciação e radiciação.
Uma expressão algébrica é racional quando não contém incógnitas dentro de radicais. Uma expressão algébrica racional pode ser inteira, quando não contém incógnitas no denominador ou fracionária, quando contém. Uma expressão algébrica irracional contém incógnitas dentro dos radicais.
Exemplos:
{\displaystyle 7a^{3}b-{\frac {4}{5}}abc\,} ... inteira
{\displaystyle {\frac {4a^{2}-3ab^{2}{\sqrt {5}}}{a+b}}\,} ... fracionária
{\displaystyle a+{\sqrt {ab}}\,} ... irracional
{\displaystyle {\frac {3a-{\sqrt {a}}b^{2}}{3a^{2}-b}}\,} ... irracional

## Termos
Um termo é uma expressão algébrica em que não há interposição dos sinais "+" e "-", por exemplo, {\displaystyle 5a^{2}b^{3}c\,} e {\displaystyle {\frac {4}{7}}ab^{9}\,} 

## Monômios
Expressões algébricas inteiras que são compostas por apenas um termo são chamadas de monômios. Em geral são formados por uma parte numérica chamada coeficiente, porém quando há a ausência de números, o coeficiente será sempre 1 e também é formado pela parte literal, aquela que contém letras.
Em {\displaystyle 2xab^{2}}, o coeficiente é {\displaystyle 2} e a parte literal é {\displaystyle xab^{2}} e em {\displaystyle y^{2}} o coeficiente é {\displaystyle 1} e a parte literal é {\displaystyle y^{2}}. 

### Termos semelhantes
Termos algébricos semelhantes são aqueles que têm a mesma parte literal, concordando as incógnitas e também as potências dentro delas, por exemplo {\displaystyle 3ab^{2}c^{3}\,}, {\displaystyle -5ab^{2}c^{3}\,} e {\displaystyle -ab^{2}c^{3}\,} são semelhantes, por outro lado, não são semelhantes os termos {\displaystyle 3ab^{2}c^{3}\,} e {\displaystyle -5a^{4}b^{2}c^{3}\,}, pois diferem na potência de a.

### Operações com monômios

#### Adição e subtração
Na adição e subtração de monômios, apenas é possível com termos semelhantes, a soma é feita apenas nos coeficientes e a parte literal conserva-se mesmo com potenciação.
{\displaystyle 2x+3x}
{\displaystyle (2+3)x}
{\displaystyle 5x}
{\displaystyle 2x-3x}
{\displaystyle (2-3)x}
{\displaystyle -x}

#### Multiplicação
Na multiplicação, podemos usar monômios semelhantes ou não, assim podemos obter um novo monômio pela multiplicação de dois. É necessário usar a propriedade distributiva e da potenciação (caso apareça).
{\displaystyle (9x^{2})(5x^{3})}
{\displaystyle (9\cdot 5)(x^{2}\cdot x^{3})}
{\displaystyle 45x^{2+3}=45x^{5}}

#### Divisão
Dados dois monômios, considerando que o segundo represente um número diferente de zero, podemos efetuar a divisão do primeiro pelo segundo. Na divisão de uma incógnita, usamos a propriedade de divisão de potências de mesma base (subtração).
{\displaystyle {28a^{2} \over 4a^{2}}}
{\displaystyle 7a^{2-2}}
{\displaystyle 7a^{0}=7}

## Polinômio
Polinômio é o nome dado a expressão que indica a soma algébrica (adição ou subtração) de monômios, binômios ou trinômios. Em casos de particularidade todos esses nomes especiais também são ambos polinômios. Da mesma forma dos monômios semelhantes, os polinômios semelhantes são os que tem a mesma parte literal.

### Grau
O grau de um polinômio é dado pela soma de todos os expoentes e de sua parte literal. Caso os expoentes resultarem em 1, o grau também será 1 e assim sucessivamente, porém em algum número que não tem incógnita, o grau será 0 devido ao facto de que qualquer base seja ao expoente 0, será 1. Em casos que haja possibilidade de redução, é obrigatório para a escolha do grau.

## Produtos notáveis
Alguns produtos envolvendo polinômios apresentam uma regularidade em seus resultados (um padrão). Por isso, são conhecidos como produtos notáveis. Conhecendo-os podemos economizar muitos cálculos. Entre eles quadrado da soma, quadrado da diferença, produto da soma pela diferença, cubo da soma e cubo da diferença.

## (a+b)²
O quadrado de uma soma indicada de dois termos é igual ao quadrado do 1° termo mais o dobro do produto do 1° termo pelo 2° termo mais o quadrado do 2° termo.

## (a-b)²
O quadrado da diferença indicada de dois termos é igual ao quadrado do 1° termo menos o dobro do produto do 1° termo pelo 2° termo mais o quadrado do 2° termo.

## (a+b)(a-b)
O produto de uma soma indicado por uma diferença indicada é igual ao quadrado do 1° termo menos o quadrado de 2° termo.

## (a+b)³
O cubo de uma soma indicado de dois termos é igual ao cubo do 1° termo mais o triplo do produto do quadrado do 1° termo pelo 2° termo mais o triplo do produto do 1° termo pelo quadrado do 2° termo mais o cubo do 2° termo.

## (a-b)³
O cubo de uma diferença indicada de dois termos é igual ao cubo do 1° termo menos o triplo do produto do quadrado do 1° termo pelo 2° termo mais o triplo do produto do 1° termo pelo quadrado do 2° termo menos o cubo do 2° termo.